# Накамото, Линн
Ли́нн Накамо́то (англ. Lynn Nakamoto; род. 24 мая 1960, Лос-Анджелес, штат Калифорния, США) — американский юрист и государственный служащий. Судья Апелляционного суда штата Орегон с 2011 по 2016 год. Ассоциированный судья Верховного суда штата Орегон с 2016 года.

## Биография
Родилась 24 мая 1960 года в Лос-Анджелесе. В 1980—1981 году посещала Калифорнийский университет в Беркли. В 1982 году окончила Уэллсли-колледж со степенью бакалавра гуманитарных наук. В 1985 году окончила Школу права Нью-Йоркского университета со степенью доктора юридических наук.
В 1985—1987 годах работала в юридической фирме «Бронкс легал сервис» в Нью-Йорке. В 1987 году переехала в штат Орегон, где нашла работу штатным адвокатом и исполняющим обязанности директора Службы юридической помощи Марион-Полк. В 1989 году была принята на работу в юридическую фирму «Марковиц, Герольд, Глейд и Мелхаф» в Портленде, специализирующейся на ведении судебных дел, и в конечном итоге стала её управляющим акционером. Она работала там до своего назначения на место судьи в 2011 году.
В 2001 году была заместителем председателя Совета адвокатов штата Орегон. В 2006 году председателем комитета позитивных действий Коллегии адвокатов штата Орегон.
Накамото — открытая лесбиянка. Состоит в многолетних отношениях с Джоселин Уайт. Пара воспитывает дочь Элеонору, девочку из Вьетнама, которую они удочерили. Накамото была одной из основательниц Ассоциации юристов меньшинств штата Орегон и входила в правление Q-центра — ЛГБТ-сообщества в Портленде. В настоящее время она является одним из десяти открытых представителей ЛГБТ-сообщества, являющихся судьями в Верховных судах в США.

### Государственная служба
В 1989 году Накамото служила временным судебным секретарём у судьи Хелен Джексон Фрай в Федеральном окружном суде Орегона.
В 2011 году губернатор Тед Кулонгоски назначил Накамото судьёй Апелляционного суда Орегона, вместо судьи Джека Ландау, который перешёл на службу в Верховный суд Орегона. На выборах 2012 года она была избрана единогласно на срок до 2018 года.
В 2015 году губернатор Кейт Браун пригласила Накамото в Верховный суд штата Орегон, чтобы заполнить вакансию, созданную после отставки судьи Вирджинии Линдер. Это назначение сделало её первой американкой азиатского происхождения, занявшей место судьи в Верховном суде.